# Provincia Benguela
Benguela este o provincie în Angola.

## Municipalități
- Lobito
- Bocoio
- Balombo
- Ganda
- Cubal
- Caimbambo
- Baia-Farta
- Chongorói